# Lekkoatletyka na Letnich Igrzyskach Olimpijskich 1904 – skok wzwyż z miejsca
Skok wzwyż z miejsca podczas igrzysk olimpijskich 1904 w Saint Louis rozegrano 31 sierpnia na stadionie Francis Field należącym do Washington University. Startowało 5 lekkoatletów z 2 państw. Rozegrano tylko finał.

## Rekordy
| Rekord świata     | 1,66  | Ray Ewry | Buffalo (USA)   | 9 września 1901 |
| Rekord olimpijski | 1,655 | Ray Ewry | Paryż (Francja) | 16 lipca 1900   |

## Finał
| Miejsce | Zawodnik         | Reprezentacja | Wynik |
| ------- | ---------------- | ------------- | ----- |
| 1       | Ray Ewry         | USA           | 1,60  |
| 2       | Joseph Stadler   | USA           | 1,44  |
| 3       | Lawson Robertson | USA           | 1,44  |
| 4       | John Biller      | USA           | 1,42  |
| 5       | Lajos Gönczy     | Węgry         | 1,35  |

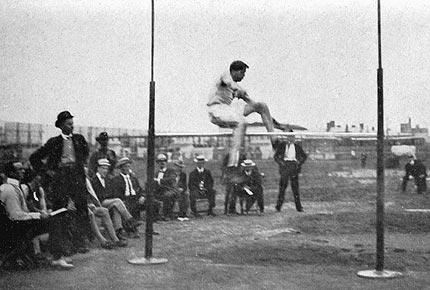
Ray Ewry podczas skoku

Ray Ewry, podobnie jak na poprzednich igrzyskach, zdominował konkurs skoku wzwyż z miejsca – wygrał zdecydowanie. Joseph Stadler był jednym z pierwszych, a być może nawet pierwszym Afroamerykaninem, który zajął na igrzyskach miejsce w pierwszej trójce (medali wówczas jeszcze nie przyznawano). Pokonał Lawsona Robertsona po dogrywce.